# Zhang Yueran
Zhang Yueran (nacida en China en 7 de noviembre de 1982) es licenciada en Literatura inglesa y Derecho en la Universidad de Shandong y en Informática en la Universidad Nacional de Singapur. Empezó a publicar a los 14 años y sus obras reflejan el pensamiento de los jóvenes chinos de esta época: qué quieren, qué odian, etc. Sus escritos se han publicado en revistas importantes de literatura como Cosecha, Literatura del pueblo, Furong, Ciudad de flores, Sector de novelas, Literatura de Shanghái, etc. Es una de los jóvenes escritores más premiados de China: obtuvo el segundo puesto en la 5.ª edición del Premio de Literatura de Singapur, el segundo puesto del Premio de Nuevos Escritores de la revista Literatura de Shanghái en el año 2003, el premio del escritor “con más futuro” de literatura china en 2004, el premio de Literatura de Primavera en 2005; su novela Shi Niao fue elegida como la mejor novela por el Ranking 2006 de novelas chinas; y en 2008 obtuvo el premio anual de Literatura del Pueblo.
Sus obras principales son las recopilaciones de relatos Girasoles Perdidos (1890) y Shi Ai, y las novelas Ying Tao Zhi Yuan, Shui Xian Yi Cheng Li Yu Qu, Shi Niao y Zapatos rojos. Además es la editora de la serie de libros Li, que incluyen Soledad (2008), Celos (2008), Mentiras (2009) y Los mejores momentos (2009). Actualmente escribe fundamentalmente en Internet.